# Luigi Bernardi (calciatore)
Luigi Bernardi (Verona, 7 agosto 1907 – 5 ottobre 1979) è stato un calciatore e allenatore di calcio italiano, di ruolo difensore.

## Carriera
Ha disputato 12 stagioni con il Verona, di cui 2 in Divisione Nazionale totalizzando 41 presenze e 10 gol in Serie B con 292 presenze totali. Ha giocato gli ultimi tre anni della sua carriera con la Reggiana, di cui due in Serie B, disputando altre 33 partite nella serie cadetta.